# Anna Falkenberg
Anna Falkenberg, née le 4 janvier 1996 à Oyri (Îles Féroé, Danemark), est une femme politique féroïenne, membre du Parti de l'union.

## Biographie
Après avoir terminé ses études secondaires aux Îles Féroé, elle commence en 2016 des études en sciences politiques à l'université de Copenhague, dont elle est diplômée en 2022. Pendant ses études, elle est de 2017 à 2019 une employée étudiante au ministère de la Santé puis, à partir de 2019, conseillère politique pour Edmund Joensen, son grand-père, député au Folketing et ancien Premier ministre des Îles Féroé.
Son grand-père ne se représente pas aux élections législatives du 1er novembre 2022, et elle se présente et lui succède alors comme l'une des deux députés des Îles Féroé au Folketing, et unique représentante du Parti de l'union. Après le scrutin, elle devient la présidente de la commission parlementaire sur les Îles Féroé, un poste qu'elle quitte en 2024, remplacée par Sjúrður Skaale.